# Bankdrukken op de Paralympische Zomerspelen 2008
Op de XIIIe Paralympische Spelen die in 2008 werden gehouden in het Chinese Peking was bankdrukken een van de 20 sporten die werd beoefend. Nederland en België hadden geen deelnemers bij het bankdrukken in 2008

## Evenementen
Er stonden twintig evenementen op het programma, tien voor de mannen en tien voor de vrouwen.
Mannen
- tot 48 kg
- tot 52 kg
- tot 56 kg
- tot 60 kg
- tot 67.5 kg
- tot 75 kg
- tot 82.5 kg
- tot 90 kg
- tot 100 kg
- boven 100 kg

Vrouwen
- tot 40 kg
- tot 44 kg
- tot 48 kg
- tot 52 kg
- tot 56 kg
- tot 60 kg
- tot 67.5 kg
- tot 75 kg
- tot 82.5 kg
- boven 82.5 kg

## Mannen
| Klasse      | gewicht | land | Goud                   | land | Zilver                  | land | Brons                   |
| ----------- | ------- | ---- | ---------------------- | ---- | ----------------------- | ---- | ----------------------- |
| tot 48 kg   | 169     | NGR  | Ruel Ishaku            | JOR  | Omar Qarada             | LAO  | Eay Simay               |
| tot 52 kg   | 175     | CHN  | Guojing Wu             | EGY  | Osama Elserngawy        | THA  | Narong Kasanun          |
| tot 56 kg   | 202.5   | EGY  | Sherif Othman Othman   | IRQ  | Rasool Mohsin           | KOR  | Keum Jong Jung          |
| tot 60 kg   | 202.5   | IRI  | Hamzeh Mohammadi       | RUS  | Ayrat Zakiev            | EGY  | Shaban Yehia Ibrahim    |
| tot 67.5 kg | 217.5   | EGY  | Metwaly Ibrahim Mathna | IRI  | Ali Hosseini            | CHN  | Maoshun Wu              |
| tot 75 kg   | 225     | CHN  | Lei Liu                | IRI  | Majid Farzin            | JOR  | Mutaz Aljuneidi         |
| tot 82.5 kg | 230     | CHN  | Haidong Zhang          | GRE  | Pavlos Mamalos          | IRQ  | Thaer Al-Ali            |
| tot 90 kg   | 235     | CHN  | Huichao Cai            | UAE  | Mohammed Khamiss Khalaf | POL  | Ryszard Rogala          |
| tot 100 kg  | 247.5   | CHN  | Dong Qi                | NGR  | Obioma Daleth Aligekwe  | IRI  | Ali Sadeghzadeh Salmani |
| over 100 kg | 265     | IRI  | Kazem Rajabigolojeh    | AUS  | Darren Gardiner         | CHN  | Bing Li                 |

## Vrouwen
| Klasse       | gewicht | land | Goud                 | land | Zilver                 | land | Brons                    |
| ------------ | ------- | ---- | -------------------- | ---- | ---------------------- | ---- | ------------------------ |
| tot 40 kg    | 105.5   | UKR  | Lidiya Solovyova     | CHN  | Zhe Cui                | MEX  | Laura Cerero             |
| tot 44 kg    | 100     | CHN  | Cuijuan Xiao         | POL  | Justyna Kozdryk        | EGY  | Zeinab Sayed Oteify      |
| tot 48 kg    | 130     | NGR  | Lucy Ogechukwu Ejike | RUS  | Olesya Lafina          | FRA  | Souhad Ghazouani         |
| tot 52 kg    | 127.5   | MEX  | Amalia Perez         | RUS  | Tamara Podpalnaya      | THA  | Samkhoun Anon            |
| tot 56 kg    | 141.5   | EGY  | Fatma Omar Omar      | RUS  | Irina Kazantseva       | MAS  | Lee Chan Siow            |
| tot 60 kg    | 135     | CHN  | Jianxin Bian         | EGY  | Amal Mahmoud Osman     | NGR  | Patience Aghimile Igbiti |
| tot 67.5 kg  | 145.5   | CHN  | Taoying Fu           | NGR  | Amoge Victoria Nneji   | SYR  | Rasha Alshikh            |
| tot 75 kg    | 137.5   | TPE  | Tzu Hui Lin          | EGY  | Randa Tageldin Mohamed | CHN  | Liping Zhang             |
| tot 82.5 kg  | 155     | EGY  | Heba Said Ahmed      | CHN  | Jue Zuo                | MEX  | Perla Patricia Barcenas  |
| over 82.5 kg | 165     | CHN  | Ruifang Li           | NGR  | Grace Ebere Anozie     | EGY  | Nadia Mohamed Ali        |